# Lubre (Bergondo)
Lubre o San Juan de Lubre (llamada oficialmente San Xoán de Lubre) es una parroquia española del municipio de Bergondo, en la provincia de La Coruña, Galicia.

## Entidades de población
Entidades de población que forman parte de la parroquia:
- Campiña (A Campiña)
- Armuño
- Viña (A Viña)
- Campo de Leis
- Campo Galán
- Casal de Agra
- Dornas
- Guinlle
- Obra de Paño
- Corral da Iglesia (O Corral da Igrexa)
- Espíritu Santo (O Espírito Santo)
- Polígono industrial
- Riomayor (Riomaior)
- Ruadalama (Rúa da Lama)
- Sanín

## Demografía
| Gráfica de evolución demográfica de Lubre entre 2000 y 2018 |
|                                                             |
| Datos según el nomenclátor publicado por el INE.            |

## Geografía
El elemento más importante de su hidrografía es el río Mayor que desemboca, tras tan solo 5 km, en Sada. Además cuenta con varios edificios de gran valor histórico como son el Pazo de Armuño, de propiedad privada, el Pazo de Leis, del que solo se conserva la casa de armas, la capilla del Espíritu Santo y la iglesia parroquial, además de un sinfín de hermosas vistas y parajes naturales. 

## Festividades
Su fiesta mayor es el San Juan celebrada el 24 de junio. También cabe destacar la fiesta de Pascua (El encuentro) y el encuentro folklórico, a mediados del mes de septiembre, en el que varios grupos folklóricos de la zona se reúnen para bailar y tocar música tradicional gallega.